# Lame horizontale de l'os palatin
La lame horizontale de l'os palatin est la partie horizontale de l'os palatin qui s'unit à angle droit avec sa lame perpendiculaire formant un L ouvert en dedans.

## Description
C'est une lame osseuse rectangulaire. Elle présente deux faces et quatre bords.
Elle prolonge en arrière le processus palatin de l'os maxillaire pour former la partie postérieure du palais osseux et la partie postérieure du plancher de la cavité nasale.

### Face nasale
La face supérieure ou face nasale est concave transversalement et forme la partie postérieure du plancher de la cavité nasale.

### Face palatine
La face inférieure ou face palatine est légèrement concave et rugueuse. Elle forme, avec la face correspondante de l'os opposé, le quart postérieur du palais osseux. Près de sa marge postérieure se trouve une crête transversale plus ou moins marquée pour l'insertion du palais mou et d'une partie de l'aponévrose du muscle tenseur du voile du palais.

### Bord antérieur
Le bord antérieur est dentelé. Il s'articule avec le processus palatin du maxillaire.

### Bord postérieur
Le bord postérieur est concave, libre et est l'insertion de l'aponévrose palatine. Son extrémité médiale est pointue qui lorsqu'elle est unie à celle de l'os opposé, forme un processus saillant, l'épine nasale postérieure où se fixe la luette.

### Bord latéral
Le bord latéral est uni au bord inférieur de la plaque perpendiculaire, et présente l'encoche du foramen canal palatin.

### Bord médial
Le bord médial, le plus épais, est dentelé. Il s'articule avec l'os palatin opposé formant la suture interpalatine. A ce niveau sur la face nasale, la présence d'une crête, la crête nasale de l'os palatin, forme avec la crête de l'os palatin opposé un sillon dans lequel s'articule le vomer.
Sur la face palatine, la suture interpalatine est marquée par les crêtes palatines de chaque lame horizontale.

## Galerie

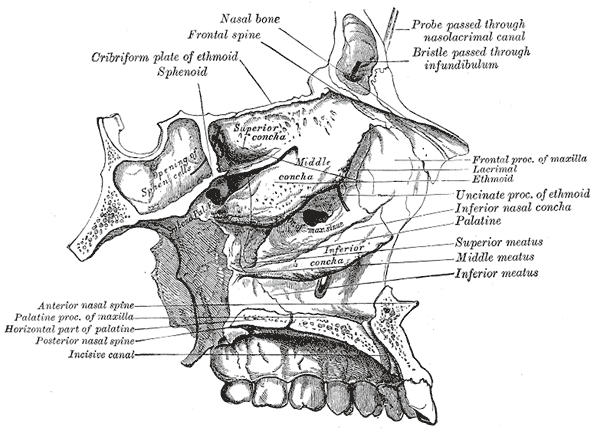
Toit, plancher et paroi latérale de la cavité nasale gauche.
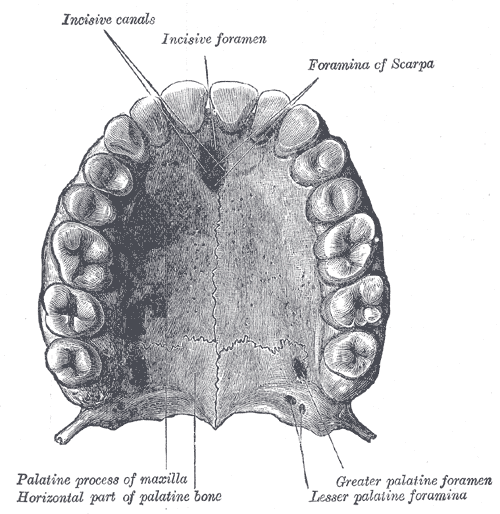
Vue inférieure du palais osseux.
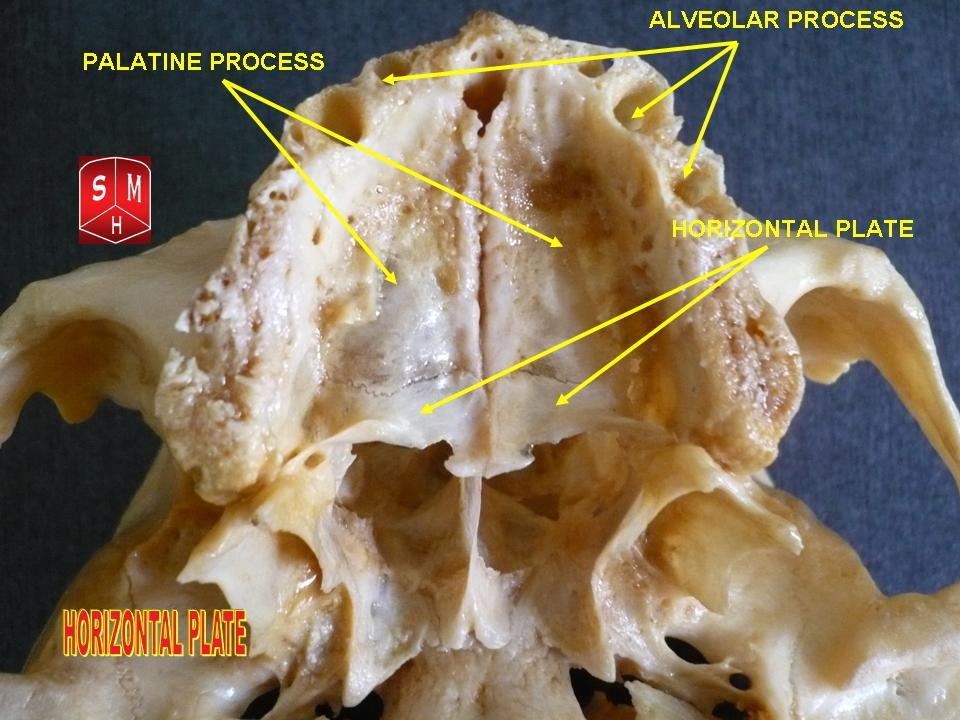
Les lames horizontales de l'os palatin.